# 長谷川公彦
長谷川 公彦（はせがわ きみひこ、1962年8月21日 - ）は、日本の俳優。愛称は「公ちゃん」。千葉県出身。かつては大判社に所属していた。

## 人物・来歴
唐十郎主宰の状況劇場から唐組に変わる時期に主演俳優として活動。
唐組時代に「根津甚八の再来」と評価されていたが、突如退団。
オルガンヴィトーに参加し、充電期間を経て俳優業に復帰。
大河ドラマの常連となっており、2009年の『天地人』以降、7年間連続出演を果たした。

## 出演

### 映画
- タフ（監督：原田眞人）
- オルガン（監督：不二稿京）
- イド（監督：不二稿京）
- Beauty（監督：後藤俊夫）
- さや侍（2011年・監督：松本人志）
- 11・25自決の日 三島由紀夫と若者たち（2012年・監督：若松孝二）

### テレビドラマ

#### NHK
- 連続テレビ小説
  - 純情きらり（2006年） - 大村少佐 役
  - ゲゲゲの女房（2010年） - 「週刊少年ランド」編集長
  - エール 第54回（2010年）- 医師 役[2]
- 慶次郎縁側日記 第3シリーズ（2006年） - 伊佐治 役
- 堀部安兵衛 (テレビドラマ)（2007年） - 北島精之助 役
- 風の果て（2007年） - 丹波佐平治 役
- 陽炎の辻〜居眠り磐音 江戸双紙〜 SP（2009年） ‐ 普請方・勝俣 役
- 大河ドラマ
  - 天地人（2009年） - 毛利秀広 役
  - 龍馬伝（2010年） - 本山辰右衛門 役
  - 江〜姫たちの戦国〜（2011年） - 黒田長政 役
  - 平清盛（2012年） - 長田忠致 役
  - 八重の桜（2013年） - 井戸対馬守 役
  - 軍師官兵衛（2014年） - 細川藤孝 役
  - 花燃ゆ（2015年） - 小笠原長行 役
  - 西郷どん（2018年） - 伊達宗城 役
  - 青天を衝け（2021年） - 中根長十郎 役
- 大岡越前（2014年） - 小出道之進 役
- 鳴門秘帖（2018年） - 荒木源兵衛 役
- 螢草 (葉室麟)（2019年） - 榊佐十郎 役
- これは経費で落ちません!（2019年） - 木島清三 役
- 一億円のさようなら（2020年） - 篠田尚之 役

#### 日本テレビ
- Mother（2010年） - 日野刑事 役
- ST 赤と白の捜査ファイル（2014年） - 小金井誠 役
- わたし旦那をシェアしてた（2019年） - 郷田恒彦 役
- ニッポンノワール-刑事Yの反乱-（2019年） - 宇野刑事部長 役
- 未満警察 ミッドナイトランナー（2020年）
- 私たちはどうかしている（2020年） - 向島俊明 役
- 真犯人フラグ（2021年） - 等々力幸造 役
- Dr.チョコレート（2023年） - 登戸龍男 役
- 相続探偵 第9話・最終話（2025年3月22日・29日） - 石田恒彦 役

#### TBS
- 結婚式へ行こう!（2006年） - 谷脇英治 役
- 水戸黄門 (パナソニック ドラマシアター)
  - 39部（2008年） ‐ 石沼貞蔵 役
  - 40部（2009年） - 佐伯正吾 役
- 運命の人（2012年） - 郷田捜査二課長 役
- 半沢直樹（2013年） - 大田部長 役
- ホワイト・ラボ〜警視庁特別科学捜査班〜（2014年） - 佐伯晴彦 役
- 月曜ゴールデン
  - 「警視庁南平班〜七人の刑事〜5」（2012年） - 宮守隆一 役
  - 「刑事夫婦2」（2014年） - 刈谷健司 役
  - 「北海道警察4」（2015年） - 二階堂猛 役
- 月曜名作劇場
  - 「警視庁機動捜査隊216 episode8」（2017年） - 片平忠管理官 役
  - 「警視庁南平班～七人の刑事～11」（2018年） - 野口智昭 役

#### フジテレビ
- 金曜プレステージ
  - 「誰かが嘘をついている」（2009年） - 塩見翔 役
  - 「絶対零度〜未解決事件特命捜査〜SP」（2011年） - 野沢誠二 役
- GOLD（2010年） - 小池哲也 役
- 白衣のなみだ（2013年） - 堂島治彦 役
- 福家警部補の挨拶（2014年） - 森本和弘 役
- SUITS/スーツ（2018年） - 谷川好昭 役
- 世にも奇妙な物語 「ゴールドスリープ」（2019年） - 木元裕司 役
- この素晴らしき世界（2023年） - 育田詩乃の父 役

#### テレビ朝日
- 土曜ワイド劇場
  - 「鉄道捜査官7」（2006年） - 津島幸彦 役
  - 「検事・朝日奈耀子7」（2009年） - 丸岡正一 役
  - 「棟居刑事シリーズ6」（2012年） - 西岡刑事課長 役
  - 「ショカツの女 新宿西署 刑事課強行犯係13」（2017年） - 舟木管理官 役
- 相棒
  - Season4（2006年） - 堂島丈一 役
  - Season13（2014年） - 池本正 役
  - Season17（2018年） - 百田努 役
  - Season21（2022年） - 塩見耕太郎 役
- おみやさん 第5シリーズ（2006年） - 久保敬三 役
- 八州廻り桑山十兵衛（2007年） - 善八 役
- 女刑事みずき〜京都洛西署物語〜 第2シリーズ（2007年） - 篠塚亮 役
- 臨場 続章（2010年） - 塚田刑事 役
- 同窓会〜ラブ・アゲイン症候群（2010年） - 飯塚課長 役
- 秘密（2010年） - 向井弁護士 役
- 遺留捜査（2014年） - 進藤孝一 役
- 科捜研の女 season16（2016年） - 楢橋高行 役
- 刑事7人（2017年） - 新沼孝 役
- dele（2018年） - 真柴和人 役
- 特捜9 SP（2019年） - 菅山孝弘 役
- 日曜プライム 「法医学教室の事件ファイル47」（2020年） - 中瀬拓郎 役

#### テレビ東京
- 水曜ミステリー9「刑事長2」（2014年） - 岸本昭 役
- お江戸吉原事件帖（2007年） - 彦蔵 役
- 俺のダンディズム（2014年） - ジェントル今井 役
- 山本周五郎人情時代劇（2016年） - 源兵衛 役
- 山本周五郎時代劇 武士の魂（2017年） - 水野外記 役
- 執事 西園寺の名推理 第2シリーズ（2019年） - 三日月正隆 役
- いのちの再建弁護士 会社と家族を生き返らせる（2019年） - 早坂裁判官 役
- 孤独のグルメ Season8 第5話    （2019年12月2日） - 店主 役
- ハラスメントゲーム（2020年） - 赤沢勉 役
- ブラックポストマン（2023年） - 谷川公男 役

#### WOWOW
- 連続ドラマW
  - アキラとあきら（2019年） -　柿沼啓吾 役
  - 鉄の骨（2020年） - 木村亮一 役

#### その他
- ねこタクシー（2010年） - 芹沢健志 役